# Elliott Nugent
Elliott Nugent (* 20. September 1896 in Dover, Ohio; † 9. August 1980 in New York City, New York) war ein US-amerikanischer Filmregisseur, Autor und Schauspieler.

## Leben
Elliott Nugent stand als Kind einer Schauspielerfamilie schon in sehr jungen Jahren auf der Bühne. Schon relativ gelang ihm der Sprung an den Broadway, neben seiner Karriere als Schauspieler war er auch als Autor von Theaterstücken und Drehbüchern tätig. Gemeinsam mit seinem Vater, dem damals bekannten Schauspieler, Autoren und Theaterproduzenten J. C. Nugent (1868–1947), schrieb er einige Theaterstücke, in denen er dann auch auftrat. Ab 1925 war Elliott Nugent als Schauspieler in Hollywood tätig und spielte oft jungenhafte, ernst wirkende Figuren in Haupt- und Nebenrollen. Er trat unter anderem in zwei Filmen mit Greta Garbo (1929 und 1930), neben Lon Chaney senior im Horrorfilm The Unholy Three und mit Marion Davies in der Komödie Not So Dumb (beide 1930) auf.
Ab den frühen 1930er Jahre inszenierte Nugent Kinofilme und ließ seine Filmkarriere als Schauspieler weitgehend ausklingen, wenngleich er bis in die 1950er-Jahre gelegentlich kleinere Film- und Fernsehrollen (oft auch in seinen eigenen Filmen) spielte. Sein Genre waren überwiegend Lustspiele mit bekannten Komikern wie Harold Lloyd, Danny Kaye, Bob Hope und Bing Crosby. Gelegentlich verfilmte er auch ernsthafte Stoffe, so war er 1949 für die erste Tonfilm-Kinoverfilmung von Der große Gatsby verantwortlich. 
Gemeinsam mit seinem Studienfreund James Thurber verfasste Nugent die Bühnenkomödie The Male Animal (dt. Das Tier im Manne), die 1937 ihre Premiere hatte. Bei der Verfilmung des Theaterstücks The Male Animal mit Henry Fonda in der Hauptrolle des Universitätslehrers und Olivia de Havilland als dessen Frau führte Nugent im Jahr 1942 selbst die Regie.
Zunehmende Alkoholprobleme trugen dazu bei, dass Nugent ab Beginn der 1950er Jahre keine weiteren Filme mehr verantwortet bekam, sich aber als Regisseur und Produzent von Theaterstücken betätigte. Von 1921 bis zu seinem Tod im August 1980 mit 83 Jahren war er mit der Schauspielerin Norma Lee (1899–1980) verheiratet, die nur vier Monate nach ihm starb. Das Paar hatte drei Kinder.

## Filmografie (Auswahl)
Als Schauspieler
- 1925: Headlines
- 1929: So This Is College
- 1929: Unsichtbare Fesseln (The Single Standard)
- 1930: The Sins of the Children
- 1930: Romanze (Romance)
- 1930: Not So Dumb
- 1930: The Unholy Three
- 1931: The Last Flight
- 1943: Stage Door Canteen

Als Regisseur
- 1932: The Mouthpiece
- 1933: Ein Stück vom Mond (Three-Cornered Moon) – auch Schauspieler
- 1934: She Loves Me Not
- 1934: Madame befiehlt! (Enter Madame)
- 1938: Der gejagte Professor (Professor Beware)
- 1939: Erbschaft um Mitternacht (The Cat and the Canary)
- 1941: Nothing But the Truth
- 1942: Thema: Der Mann (The Male Animal) – auch Autor
- 1943: The Crystal Ball
- 1944: Up in Arms
- 1947: Mit Gesang geht alles besser (Welcome Stranger) – auch Schauspieler
- 1947: Detektiv mit kleinen Fehlern (My Favorite Brunette)
- 1949: Der große Gatsby (The Great Gatsby)
- 1949: Mr. Belvedere kann alles besser (Mr. Belvedere Goes to College)
- 1951: Der Arm des Bösen (My Outlaw Brother) – auch Schauspieler
- 1952: Nur für Dich (1952) (Just for You)